# Syntherata
Genre
Le genre Syntherata regroupe des papillons appartenant à la famille des Saturniidae.